# نیوکور
نیوکور (به انگلیسی: Nucor) شرکت فولاد آمریکایی است، که در زمینه تولید محصولات فولادی، آهن، فولاد ضد زنگ و محصولات نیمه ساخته فولاد فعالیت می‌کند و با ظرفیت تولید ۲۵ میلیون تن در سال، به‌عنوان بزرگترین تولیدکننده فولاد در ایالات متحده آمریکا شناخته می‌شود. شرکت نیوکور هم‌اکنون دارای ۲۳ کارخانه فولادسازی می‌باشد.
ریشه‌های تأسیس این شرکت به سال ۱۹۰۵ بازمی‌گردد، که رانسوم ای. اولدز (بنیانگذار شرکت خودروسازی اولدزموبیل) شرکت رئو موتور را در لنسینگ، میشیگان راه‌اندازی کرد.
دفتر مرکزی شرکت نیوکور در شهر شارلوت، کارولینای شمالی قرار دارد و بخشی از سهام آن در بازار بورس نیویورک معامله می‌شود. شرکت نیوکور در سال ۲۰۱۳ در رتبه ۱۴ از فهرست بزرگترین تولیدکنندگان فولاد جهان قرار گرفت.